# SMS Csepel
SMS Csepel – austro-węgierski niszczyciel z początku XX wieku. Trzecia jednostka typu Tátra.
„Csepel” wyposażony był w cztery kotły parowe opalane ropą i dwa opalane węglem. Współpracowały one z dwoma turbinami parowymi AEG-Curtis. Okręt uzbrojony był w dwie pojedyncze armaty kalibru 100 mm L/50 (po jednej na dziobie i rufie), sześć pojedynczych armat 66 mm L/45 (po trzy na każdej burcie), oraz dwie podwójne wyrzutnie torped kalibru 450 mm.
„Csepel” brał udział w bitwie w Cieśninie Otranto. W jej pierwszej fazie, nad ranem, 15 maja 1917 roku „Csepel” wraz z bliźniaczymi SMS „Balaton” zaatakował konwój składający się ze statków SS „Carroccio”, SS „Verita”, SS „Bersagliere” oraz eskortującego ich kontrtorpedowca „Borea”. Podczas gdy „Balaton” atakował parowce, „Csepel” związał walką włoski niszczyciel. W rezultacie starcia „Csepel” nie odniósł żadnych szkód, a kilkakrotnie trafiony włoski okręt zatonął o 5:20. W trakcie późniejszego starcia z grupą okrętów Regia Marina, składającą się z niszczycieli „Giovanni Acerbi”, „Simone Schiaffino”, „Rosolino Pilo”, „Antonio Mosto” i lidera „Aquila”, „Csepel” trafił jednym pociskiem w komin lidera „Aquila” (zginęło siedmiu włoskich marynarzy).
Okręt przetrwał I wojnę światową i po jej zakończeniu został przekazany Włochom; wcielony do Regia Marina pod nazwą Muggia. 22 marca 1929 roku okręt został zatopiony w pobliżu Xiamen przez tajfun.